# Перший кадетський корпус (Санкт-Петербург)

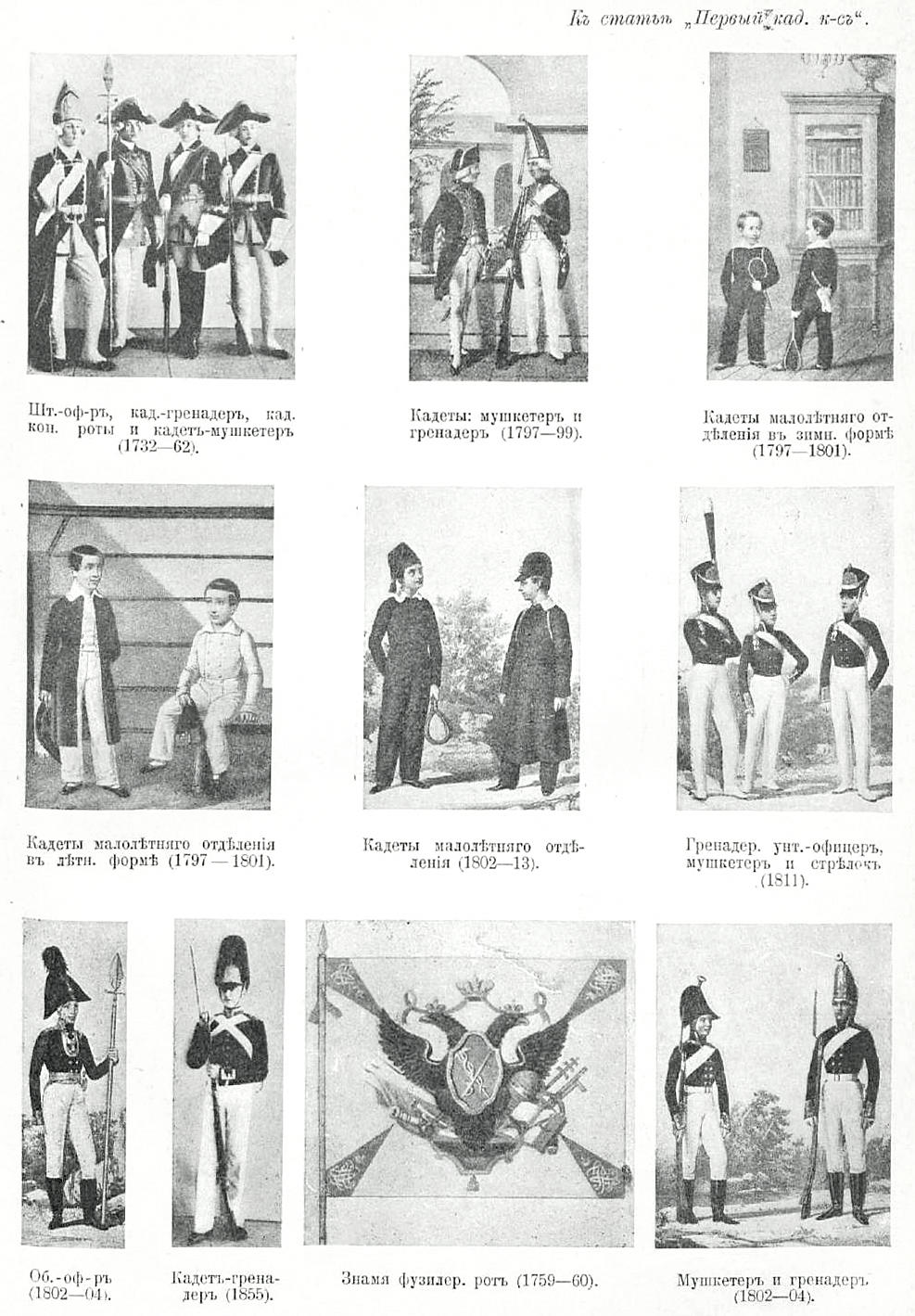
Перший кадетський корпус

Перший кадетський корпус — у 1732—1918 роках військовий навчальний заклад в Санкт-Петербурзі (Російська імперія). Заснований за взірцем німецьких лицарських академій.

## Назва
- 1732—1743: Лицарська академія
- 1743—1766: Сухопутний шляхетський корпус
- 1766—1800: Імператорський сухопутний шляхетський кадетський корпус
- 1800—1864: Перший кадетський корпус
- 1864—1882: Перша Санкт-Петербурзька військова гімназія
- 1864—1918: Перший кадетський корпус

## Історія
Ініціатива створення в Росії кадетських корпусів для дворян належала графу Яґужинському. Указом імператриці Анни Іванівни від 29 липня 1731 року Сенату вказувалось започаткувати Кадетський корпус
Перші кадети прибули у корпус 17 лютого 1732 року в кількості 30 чоловік; у червні було вже 223 російських кадети, 27 естляндських, 16 ліфляндських та 16 дітей офіцерів-іноземців, які перебували на російській службі.
Перші вчителі приймались без жодних іспитів; а з 1736 року до викладання почали залучатись найкращі вихованці.

## Керівники
- Бурхард Кристоф Мініх (1732–1741)[2]
- Людвиг Груно Гессен-Гомбурзький (з 1741)
- 1766—1768: Філософов Михаїл Михайлович
- Брандт Яків Іларіонович (з 1767)
- Граф Ангальт Федір Астафійович (з 1786)
- Кутузов Михайло Іларіонович, (з 1794)
- Дібич Іван Іванович (з 1811)

### Особливості корпусу
В Санкт-Петербурзькому кадетському корпусі існували Товариство любителів російської словесності й один з перших російських любительських театрів у 1740—1750-их рр.

## Відомі кадети
Тут навчались Олександр Сумароков, Михайло Херасков, Владислав Озеров, Олександр Храповицький, Іван Кульнєв, Дмитро Кропотов, Петро Полетика.
Серед випускників корпусу були й декабристи Федір Глинка, Андрій Розен, Кіндратій Рилєєв, Василь Тізенгаузен, Василь Домонтович.